# Wappa Dam
Wappa Dam är en sjö i Australien. Den ligger i delstaten Queensland, omkring 100 kilometer norr om delstatshuvudstaden Brisbane. Wappa Dam ligger 44 meter över havet. Arean är 0,39 kvadratkilometer. Den sträcker sig 1,3 kilometer i nord-sydlig riktning, och 0,6 kilometer i öst-västlig riktning.
Omgivningarna runt Wappa Dam är en mosaik av jordbruksmark och naturlig växtlighet. Runt Wappa Dam är det tätbefolkat, med 308 invånare per kvadratkilometer. Genomsnittlig årsnederbörd är 1 446 millimeter. Den regnigaste månaden är januari, med i genomsnitt 281 mm nederbörd, och den torraste är september, med 33 mm nederbörd.